# Urspring (Steingaden)
Urspring ist ein Ortsteil der Gemeinde Steingaden im oberbayerischen Landkreis Weilheim-Schongau.

## Lage
Das Kirchdorf liegt circa zwei Kilometer westlich von Steingaden.
Knapp nordwestlich des Ortes beginnt der Lechstausee Urspring.
Von der südlich verlaufenden Staatsstraße 2059 führt die Kreisstraße WM 18 in den Ort.

## Geschichte
Urspring wurde im Zuge der Verwaltungsreformen im Königreich Bayern 1818 zur selbständigen politischen Gemeinde und gehörte zum Landgericht Schongau. Ortsteile waren:
- Gmeind (Einöde)
- Hirschau (Weiler)
- Jagdberg (Weiler)
- Illach (Weiler)
- Karlsebene (Weiler)
- Lechen (Einöde)
- Reitersau
- Sandgraben
- Steingaden
- Steingädele
- Tannen
- Vordergründl
- Urspring

Am 1. April 1939 vereinigte sich Urspring mit zwei Nachbargemeinden zur Gemeinde Steingaden.

## Baudenkmäler
- Filialkirche St. Maria Magdalena, im Kern romanisch